# Nobuhisa Yamada
Nobuhisa Yamada (Fujieda, 10. rujna 1975.) japanski je nogometaš.

## Klupska karijera
Igrao je za Urawa Reds.

## Reprezentativna karijera
Za japansku reprezentaciju igrao je od 2002. do 2004. godine. Odigrao je 15 utakmice postigavši 1 pogodaka.
S japanskom reprezentacijom Nobuhisa Yamada je igrao na Kupa konfederacija 2003.

## Statistika
| Japan  | Japan | Japan |
| Godina | Nast. | Gol.  |
| ------ | ----- | ----- |
| 2002.  | 1     | 0     |
| 2003.  | 11    | 0     |
| 2004.  | 3     | 1     |
| Ukupno | 15    | 1     |

## Vanjske poveznice
- National Football Teams
- Japan National Football Team Database